# Jean-Marc Sibille
Jean-Marc Sibille, né le 28 novembre 1968 à Paris, est un footballeur français évoluant au poste de gardien de but.
Il est désormais reconverti en tant qu'entraîneur des gardiens et joueur au Val de Sèvre. Il tient également un bar dans la petite bourgade de Saint-Aubin-des-Ormeaux.

## Joueur
Jean-Marc Sibille a joué 232 matchs en Ligue 2 principalement avec l'AS Beauvais et surtout l'ES Wasquehal lui assurant une solide réputation de gardien de but dans l'antichambre du football français. En mars 2002, il obtient le BEES 1er degré. À 35 ans, il quitte le Nord mais poursuit sa carrière dans des clubs plus modestes évoluant dans des divisions inférieures comme le Stade poitevin de 2003 à 2005 en CFA, puis le Gallia Club Lunel en CFA 2 en 2005-2006 et effectue une dernière pige à l'ES Uzès Pont du Gard en 2006-2007 en DH où il finit sa carrière par un titre de champion et une accession en CFA2.

## Entraineur
Après sa carrière, l'ancien joueur devient entraîneur des gardiens durant 5 saisons au Nîmes Olympique de 2007 à 2012. Puis, il rebondit en terre picarde où il aide le club de l'Amiens SC dans le même rôle. En 2015, il revient dans son club formateur, l'AS Beauvais pour s'occuper à nouveau des gardiens de but. 

## Palmarès
- 1988 : Finaliste de la Coupe Gambardella avec l'AS Beauvais.
- 1997 : Vice-Champion de National 1 avec l'ES Wasquehal.
- 2007 : Champion de Division d'honneur du Languedoc-Roussillon avec l'ES Uzès Pont du Gard.